# Pont de pierre (Monéteau)
Pour les articles homonymes, voir Pont de pierre.
Le pont de pierre est un pont du XVIIIe siècle permettant le franchissement du ru de Baulche par la route nationale 6 au nord d'Auxerre, en France. Il est classé au titre des monuments historiques.

## Localisation
Le pont est situé à la limite des communes de Perrigny et Monéteau dans le département français de l'Yonne. Il permet à la route nationale 6 de franchir un affluent de l'Yonne, le ru de Baulche, entre Appoigny et Auxerre.

## Description
C'est un pont vouté à deux arches entièrement en pierre. La balustrade est décorée, à l'extérieur, d'une frise d'inspiration grecque.

## Historique
Le pont de pierre a été construit entre 1781 et 1786. L'édifice est classé au titre des monuments historiques en 1947.